# Ptchelovodstvo
 (août 2017).
 (août 2017).
Ptchelovodstvo (Пчеловодство) est un magazine de vulgarisation scientifique russe (soviétique avant 1991), fondé en 1921, consacrée essentiellement à tous les domaines de l'apiculture. Ses thématiques sont l'apiculture, les sciences et la médecine. Il est édité en russe en Russie.
Dans la Fédération de Russie, le magazine a été publié mensuellement jusqu'en 1993 ; en 1994-1999, 6 numéros ont été publiés par an ; en 2000-2004, 8 numéros ont été publiés par an. De nos jours il est publié 10 fois par an.